# 오창종
오창종(1983년 10월 1일 ~ )은 대한민국의 전직 스타크래프트, 워크래프트 III, 스타크래프트 II 프로게이머이다. 프로게임단 지도자로도 활동했다. 스타크래프트 시절 종족은 프로토스, 워크래프트 시절 종족은 언데드였고 아이디는 ZanDarke를 사용했다.

## 선수 시절
고등학교 3학년 당시 더 미디어라는 팀에 소속되어 있었다.
2002년에 열린 1차 챌린지리그에 참가했지만 3패로 광탈했다. 2차 챌린지리그에도 참가했지만 김동수에게 패하며 탈락했다.
이후 워크래프트 III 프로게이머로 전향했다. 워크래프트는 렉스클랜 소속으로 활동했다.
이후 군에 입대했으며 제대 후에는 게임회사에서 직장 생활을 했다.
스타크래프트 II가 출시가 되자 글로벌 스타크래프트 II 리그에 참가했다. GSL 오픈 시즌 1과 GSL 오픈 시즌 2에서 본선에 진출했다.

## 지도자 생활
2013년 10월, KT 롤스터의 코치로 부임했다. 2018시즌을 앞두고 팀의 감독으로 승격되었다. 2018 서머 시즌 팀의 롤챔스 우승에 기여했다. 하지만 2019년 8월, 성적 부진에 책임을 지고 자진사임했다.
2020시즌을 앞두고 LGD 게이밍의 감독으로 부임했다.
2020년 7월, 후쿠오카 소프트뱅크 호크스 게미잉의 감독으로 부임했다.

## 주요 기록

#### 개인 기록
- 2010 TG-Intel 스타크래프트 II OPEN Season 1 32강
- 2010 소니 에릭슨 스타크래프트 II OPEN Season 2 64강
- 2011 소니 에릭슨 글로벌 스타크래프트 II 리그 Jan. Code A 32강

#### 리그 오브 레전드
- 용쟁호투 준우승(0:3 World Elite Gigabyte)
- 2013 MLG Winter Championship 우승
- 제4회 인천 실내무도아시아경기대회 리그 오브 레전드 부문 1위(금메달)
- 2013 핫식스 리그오브레전드 챔피언스 서머 2013 준우승
- 2017 LoL KeSpa컵 우승
- 리그 오브 레전드 챔피언스 코리아 서머 2018 우승